# تیم شنکن
تیموتی "تیم" تئودور شنکن (به انگلیسی: Timothy "Tim" Theodore Schenken) (زادهٔ ۲۶ سپتامبر ۱۹۴۳ در گوردن، سیدنی) رانندهٔ سابق مسابقات اتومبیل‌رانی اهل استرالیا است. او از ۱۶ اوت ۱۹۷۰ در ۳۶ گراند پری از مسابقات جهانی فرمول یک شرکت کرده‌است. او در طول دوران فعالیت خود در مسابقات فرمول یک، یک بار و در گراند پری ۱۹۷۱ اتریش بر روی سکو رفته‌است، و در مجموع موفق به کسب ۷ امتیاز در مسابقات جهانی شده‌است. با این حال، شنکن در مسابقات غیر قهرمانی نیز دو بار بر روی سکو رفته‌است – یکبار با مقام سوم در جایزه بین‌المللی بی‌آردی‌سی ۱۹۷۱ و باری دیگر با کسب جایگاه سوم در جام طلای بین‌المللی ۱۹۷۲.